# Дамаскин (Малюта)
Архиепи́скоп Дамаски́н (в миру Диони́сий Мака́рович Малю́та; 23 мая [4 июня] 1883, Клебань, Тульчинский округ — 1 августа 1952, Лукьяновская тюрьма) — епископ Русской православной церкви, архиепископ Каменец-Подольский, предстоятель Украинской автономной православной церкви в 1943—1944 годах.

## Биография
Родился 23 мая 1883 года в селе Клебань Брацлавского уезда Подольской губернии (ныне Тульчинский район Винницкой области) в крестьянской семье. Окончил с похвальным листом начальное народное училище.
Жизненный путь Дионисия Малюты определил его дядя иеромонах Иорам (Малюта), принявший монашество на Афоне. Он забрал шестнадцатилетнего Дионисия на Афон, в Пантелеимонов монастырь. При этом Дионисий приписал себе 3 года, поэтому в монахологии Пантелеимонова монастыря значится, что он родился в 1880 году.
На Афоне Дионисий Малюта поступил в монастырскую иконописную школу, где обучался иконописанию и греческому языку. 3 апреля 1900 года, достигнув «20-летия», был зачислен в число братии Пантелеимонова монастыря и проходил послушание в иконописной мастерской. На Афоне он провёл около четырёх лет, окончив обучение в афонской иконописной школе и мастерских.
23 апреля 1903 года выехал из Пантелеимонова монастыря на родину, где по рекомендации того же иеромонаха Иорама был принят в число братии Почавской лавры, где поступил в иконописную школу «для повышения своей квалификации». С того же года нёс в Почаевской лавре послушание в иконописной мастерской. 11 мая 1908 года по прошествии пяти лет был назначен заведующим иконописной мастерской.
В апреле 1910 года по распоряжению архиепископа Антония (Храповицкого) пострижен наместником лавры в монашество с именем Дамаскин. В 1911 году архиепископом Антонием (Храповицким) был рукоположён в сан иеродиакона, а в 1913 году им же — в сан иеромонаха.
В 1914 году упоминается как иеродиакон, расписывал Троицкий собор Почаевской лавры, но сделал очень мало, так как началась Первая мировая война.
В 1920 году в качестве архимандрита и наместника возглавлял братию Почаевской лавры. В то время лавра оказалась на территории Польши и архимандрит Дамаскин вошёл в клир автономной Польской православной церкви, объявившей себя с 1923 года автокефальной.
Занимал должность благочинного всех монастырей Волынской епархии. Во время ревиндикации православных храмов в Польше защитил принадлежавшее православным имущество. С 1923 года надзирал также за Яблочинским монастырём.
Благодаря архимандриту Дамаскину в Почаевской лавре были устроены электростанция и мельница. На нужды православных приходов Польши в обители работали иконописная и позолотная мастерские, в которых обучались профессии воспитанники открывшегося в лавре приюта для сирот. Архимандрит Дамаскин был талантливым и одарённым проповедником, умелым организатором хозяйственной жизни монастыря. В 1925 году усилиями архимандрита Дамаскина в лавре было образовано духовное училище для повышения образовательного уровня её насельников.
В 1928 году окончил православный богословский факультет Варшавского университета.
В феврале 1931 года отстранён от должности наместника Почаевской лавры Синодом автокефальной Православной церкви в Польше и переведён в Дубенский монастырь.
После присоединения осенью 1939 года Западной Украины к СССР вошёл в клир Русской православной церкви.
22 августа 1940 года в Богоявленском Елоховском соборе в Москве хиротонисан во епископа Житомирского. Хиротонию совершили: митрополит Московский и Коломенский Сергий (Страгородский), архиепископ Сергий (Воскресенский), епископ Симон (Ивановский), бывший епископ Ивановский Алексий (Сергеев).
В связи с переходом летом 1940 года Северной Буковины от Румынии к СССР Черновицкая епархия перешла из юрисдикции Румынской православной церкви в ведение Московской патриархии.
Весной 1941 года епископ Дамаскин был назначен епископом Черновицким и Хотинским. Прибыл в Черновицы (ныне Черновцы), но не успел за короткое время наладить управление епархией: многие храмы были закрыты, большинство местного духовенства выехало в Румынию.
С началом Великой Отечественной войны епископ Дамаскин покинул Черновицкую область, переехал в Житомир, но продолжал носить титул епископа Черновицкого.
25 ноября 1941 года принимал участие в епископском совещании в Почаевской лавре, где вошёл в состав новообразованной Украинской автономной православной церкви Московского патриархата, на котором её главой был избран митрополит Волынский Алексий (Громадский).
7 мая 1943 года мельниковцами был убит глава Украинской автономной церкви митрополит Алексий (Громадский). 6 июня в Ковеле состоялся Архиерейский собор Украинской православной церкви, на котором Дамаскин председательствовал как старейший иерарх по епископской хиротонии. По предложению епископа Ковельского Иова (Кресовича) Дамаскин был избран первоиерархом генерального округа «Волынь-Подолье» с возведением в сан архиепископа Волынского и Каменец-Подольского. По требованию немецких властей официальный титул архиепископа Дамаскина был определён как «старший епископ». Он не имел полномочий возглавлять автономную православную церковь, поскольку на это время она как отдельная религиозная организация на основании соответствующих немецких распоряжений уже не существовала.
В 1944 году при эвакуации из Каменца-Подольского был арестован советскими военными властями. Согласно некоторых данных, он был отправлен в один из сибирских лагерей, предположительно, вблизи Омска и умер там в заключении. Но ещё в 1945 году он был в заключении в Киеве, вместе с главой Украинской грекокатолической церкви Иосифом Слипым. Согласно данных архива ГДА СБУ, его смерть имела место 1 августа 1952 года в Лукьяновской тюрьме города Киева.